# 6-氯烟碱
6-氯烟碱是一种有机化合物，化学式为C10H13ClN2。它可由烟碱经过氧化氢氧化，得N-氧化烟碱，加入三氯氧磷后反应制得，副产物2-氯烟碱可以通过加入二异丙胺抑制产生（<1%）。烟碱在−78 °C和正丁基锂反应，再和六氯乙烷反应也可以得到6-氯烟碱。它和正丁醇在碳酸铯和催化剂的存在下于甲苯中反应，可以得到6-丁氧基烟碱。